# Rapoltu Mare (gmina)
Rapoltu Mare – gmina w Rumunii, w okręgu Hunedoara. Obejmuje miejscowości Bobâlna, Boiu, Folt, Rapoltu Mare i Rapolțel. W 2011 roku liczyła 1960 mieszkańców.